# Gran Premio del Bahrein
Il Gran Premio del Bahrein (in arabo جائزة البحرين الكبرى‎?) è una gara automobilistica di Formula 1 che si svolge a partire dal 2004 sul Bahrain International Circuit, costruito per l'occasione nel deserto vicino alla capitale del Bahrein.
Dal 2014 il Gran Premio viene corso in notturna.

## La storia

### Le prime stagioni
Sponsorizzato dalla linea aerea Gulf Air sin dal 2004, è stato il primo Gran Premio di Formula 1 corso nel Medio Oriente. Vista la situazione internazionale nell'area le preoccupazioni per la sicurezza sono sempre molto alte, ma durante l'edizione inaugurale gli unici problemi si sono registrati alle vetture che hanno sofferto il clima caldo e secco e la presenza di sabbia. Il problema della sabbia soffiata dal vento sulla pista viene periodicamente risolto trattando l'area circostante il circuito con uno spray adesivo.
Una curiosità è dovuta al fatto che i piloti sul podio non festeggiano col tradizionale champagne, sebbene il consumo di bevande alcoliche sia legale in Bahrein, a differenza di quanto accade nei vicini Qatar e Arabia Saudita. Al posto del vino francese viene utilizzato un tipo di acqua di rose non alcoolica, chiamata Waard.
Con lo spostamento del Gran Premio d'Australia più avanti nel corso nell'anno, il gran premio del Bahrein per la prima volta ha inaugurato la stagione 2006 il 12 marzo. Nella stagione 2010 il gran premio è tornato a essere la prima gara dell'anno. Solo quell'anno inoltre, per celebrare i 60 anni della F1, venne usato il layout riservato alle gare endurance, leggermente più lungo di quello usato solitamente.

### Le proteste nel Bahrein e l'annullamento del 2011
Nel 2011 il gran premio, ancora previsto come gara inaugurale, venne rinviato a causa della critica situazione politica del Paese. Le forti proteste scoppiate nel regno avevano già portato alla cancellazione del primo degli appuntamenti previsti sul Circuito di Manama per la GP2 Asia il 18 e 19 febbraio 2011.
Il capo esecutivo del Circuito Principe Salman ibn Hamad ibn Isa Al Khalifa aveva affermato che sarebbe stato effettuato il massimo sforzo per consentire il regolare svolgimento della gara. Il Vicepresidente del Bahrain Center for Human Rights Nabeel Rajab aveva invece affermato come fosse improbabile una rapida soluzione della crisi. Bernie Ecclestone aveva dichiarato che una decisione in merito alla cancellazione della gara sarebbe dovuta avvenire il 22 febbraio. La cancellazione è stata annunciata il giorno prima, dallo stesso governo del Bahrain.
Secondo alcuni dei manifestanti l'unico motivo che aveva spinto il governo a svolgere dei colloqui con l'opposizione era proprio il timore di non poter organizzare la gara. Diverse polemiche sono scaturite anche nel paddock. Secondo la stampa inglese, la Federazione Internazionale e il suo presidente Jean Todt avevano mostrato un eccesso di cautela nell'affrontare la decisione della soppressione della corsa. La Williams ha poi rivelato di aver comunque valutato l'ipotesi di boicottaggio della corsa prima che la FIA decretasse il rinvio dell'evento.
Ecclestone aveva assicurato che una decisione sull'eventuale recupero della gara sarebbe stata presa in tempi brevi, prima del debutto del campionato a Melbourne, il 27 marzo. Il capo della FOM aveva escluso comunque che il gran premio potesse essere sostituito con una gara da svolgersi su un circuito europeo.
Il consiglio mondiale della FIA dell'8 marzo fissò nel 1º maggio 2011 la data limite entro il quale doveva essere presa una decisione definitiva in merito al reinserimento nel calendario della gara. Successivamente Ecclestone annunciò la volontà di attendere ancora fino al 3 giugno. Il 1º maggio gli organizzatori del gran premio comunicarono che la gara sarebbe rientrata nel calendario nel prossimo futuro, senza specificare però se si sarebbe disputata nel 2011.
Fu avanzata l ipotesi che il gran premio potesse essere disputato a dicembre, spostando anche il Gran Premio di Abu Dhabi, e svolgendo le due gare a una settimana di distanza l'una dall'altra. Un'altra ipotesi prevedeva di disputare il gran premio a ottobre, spostando il Gran Premio d'India al 4 dicembre. Successivamente il Gran Premio venne riproposto come 17ª gara del calendario in data 30 ottobre al posto dell'appuntamento in India spostato all'11 dicembre.
La stampa locale avviò anche una raccolta di firme per sostenere il ritorno della gara nel calendario.
In seguito a questa decisione si levarono alcune critiche e perplessità. Rubens Barrichello, presidente della GPDA espresse la preoccupazione per la sicurezza dei piloti, così come il ministro britannico per lo Sport Hugh Robertson. Anche la FOTA si espresse contro tale decisione.
Infine, a distanza di pochi giorni, gli organizzatori decisero di annullare definitivamente il Gran Premio per la stagione 2011.
La gara è rientrata regolarmente in calendario nel 2012, nonostante diverse organizzazioni internazionali e parti politiche avessero chiesto un nuovo annullamento. A seguito della decisione di reintegrare la corsa, in Bahrain si sono registrate proteste rivolte direttamente alla Formula 1 considerata strumento di propaganda politica del regime della casa reale. Force India e Sauber furono successivamente coinvolte in episodi di violenza, tuttavia secondo Bernie Ecclestone le squadre non erano l'obiettivo degli attivisti. Nonostante le rassicurazioni della FIA, Force India saltò le prove libere del pomeriggio nella giornata del venerdì per rientrare in anticipo in albergo; ricevendo il giorno seguente una porzione ridotta di inquadrature nel corso delle qualifiche, episodio che fu interpretato in Inghilterra come ritorsione da parte di Bernie Ecclestone per il comportamento del venerdì.
Nel campionato 2024 la gara viene corsa per la prima volta di sabato per via del Ramadan, mentre l'edizione del 2025 stabilisce il record di presenze con 105 000 spettatori, battendo il primato di 100 000 spettatori delle edizioni del 2008 e del 2010.

## Albo d'oro
| Anno | Circuito  | Pilota             | Vettura   | Resoconto |
| ---- | --------- | ------------------ | --------- | --------- |
| 2004 | Manama    | Michael Schumacher | Ferrari   | Resoconto |
| 2005 | Manama    | Fernando Alonso    | Renault   | Resoconto |
| 2006 | Manama    | Fernando Alonso    | Renault   | Resoconto |
| 2007 | Manama    | Felipe Massa       | Ferrari   | Resoconto |
| 2008 | Manama    | Felipe Massa       | Ferrari   | Resoconto |
| 2009 | Manama    | Jenson Button      | Brawn     | Resoconto |
| 2010 | Manama    | Fernando Alonso    | Ferrari   | Resoconto |
| 2011 | Annullato | Annullato          | Annullato | Resoconto |
| 2012 | Manama    | Sebastian Vettel   | Red Bull  | Resoconto |
| 2013 | Manama    | Sebastian Vettel   | Red Bull  | Resoconto |
| 2014 | Manama    | Lewis Hamilton     | Mercedes  | Resoconto |
| 2015 | Manama    | Lewis Hamilton     | Mercedes  | Resoconto |
| 2016 | Manama    | Nico Rosberg       | Mercedes  | Resoconto |
| 2017 | Manama    | Sebastian Vettel   | Ferrari   | Resoconto |
| 2018 | Manama    | Sebastian Vettel   | Ferrari   | Resoconto |
| 2019 | Manama    | Lewis Hamilton     | Mercedes  | Resoconto |
| 2020 | Manama    | Lewis Hamilton     | Mercedes  | Resoconto |
| 2021 | Manama    | Lewis Hamilton     | Mercedes  | Resoconto |
| 2022 | Manama    | Charles Leclerc    | Ferrari   | Resoconto |
| 2023 | Manama    | Max Verstappen     | Red Bull  | Resoconto |
| 2024 | Manama    | Max Verstappen     | Red Bull  | Resoconto |
| 2025 | Manama    | Oscar Piastri      | McLaren   | Resoconto |

## Statistiche
Le statistiche si riferiscono alle sole edizioni valide per il campionato del mondo di Formula 1 e sono aggiornate al Gran Premio del Bahrein 2025.

### Vittorie per pilota
| Pos. | Pilota             | Vittorie |
| ---- | ------------------ | -------- |
| 1    | Lewis Hamilton     | 5        |
| 2    | Sebastian Vettel   | 4        |
| 3    | Fernando Alonso    | 3        |
| 4    | Felipe Massa       | 2        |
| =    | Max Verstappen     | 2        |
| 6    | Michael Schumacher | 1        |
| =    | Jenson Button      | 1        |
| =    | Nico Rosberg       | 1        |
| =    | Charles Leclerc    | 1        |
| =    | Oscar Piastri      | 1        |

### Vittorie per costruttore
| Pos. | Costruttore | Vittorie |
| ---- | ----------- | -------- |
| 1    | Ferrari     | 7        |
| 2    | Mercedes    | 6        |
| 3    | Red Bull    | 4        |
| 4    | Renault     | 2        |
| 5    | Brawn       | 1        |
| =    | McLaren     | 1        |

### Vittorie per motore
| Pos. | Motore     | Vittorie |
| ---- | ---------- | -------- |
| 1    | Ferrari    | 8        |
| 2    | Mercedes   | 7        |
| 3    | Renault    | 4        |
| 4    | Honda RBPT | 2        |

### Pole position per pilota
| Pos. | Pilota             | Pole |
| ---- | ------------------ | ---- |
| 1    | Sebastian Vettel   | 3    |
| =    | Lewis Hamilton     | 3    |
| =    | Max Verstappen     | 3    |
| 4    | Michael Schumacher | 2    |
| =    | Nico Rosberg       | 2    |
| =    | Charles Leclerc    | 2    |
| 7    | Fernando Alonso    | 1    |
| =    | Felipe Massa       | 1    |
| =    | Robert Kubica      | 1    |
| =    | Jarno Trulli       | 1    |
| =    | Valtteri Bottas    | 1    |
| =    | Oscar Piastri      | 1    |

### Pole position per costruttore
| Pos. | Costruttore | Pole |
| ---- | ----------- | ---- |
| 1    | Ferrari     | 6    |
| =    | Mercedes    | 6    |
| 3    | Red Bull    | 5    |
| 4    | Renault     | 1    |
| =    | BMW Sauber  | 1    |
| =    | Toyota      | 1    |
| =    | McLaren     | 1    |

### Pole position per motore
| Pos. | Motore     | Pole |
| ---- | ---------- | ---- |
| 1    | Mercedes   | 7    |
| 2    | Ferrari    | 6    |
| 3    | Renault    | 3    |
| 4    | Honda RBPT | 2    |
| 5    | BMW        | 1    |
| =    | Toyota     | 1    |
| =    | Honda      | 1    |

### Giri veloci per pilota
| Pos. | Pilota             | GPV |
| ---- | ------------------ | --- |
| 1    | Nico Rosberg       | 3   |
| 2    | Sebastian Vettel   | 2   |
| =    | Valtteri Bottas    | 2   |
| =    | Charles Leclerc    | 2   |
| =    | Max Verstappen     | 2   |
| 6    | Michael Schumacher | 1   |
| =    | Pedro de la Rosa   | 1   |
| =    | Felipe Massa       | 1   |
| =    | Heikki Kovalainen  | 1   |
| =    | Jarno Trulli       | 1   |
| =    | Fernando Alonso    | 1   |
| =    | Kimi Räikkönen     | 1   |
| =    | Lewis Hamilton     | 1   |
| =    | Zhou Guanyu        | 1   |
| =    | Oscar Piastri      | 1   |

### Giri veloci per costruttore
| Pos. | Costruttore | GPV |
| ---- | ----------- | --- |
| 1    | Ferrari     | 6   |
| 2    | Mercedes    | 5   |
| 3    | Red Bull    | 4   |
| 4    | McLaren     | 3   |
| 5    | Williams    | 1   |
| =    | Toyota      | 1   |
| =    | Alfa Romeo  | 1   |

### Giri veloci per motore
| Pos. | Motore     | GPV |
| ---- | ---------- | --- |
| 1    | Mercedes   | 8   |
| 2    | Ferrari    | 7   |
| 3    | Renault    | 2   |
| 4    | Cosworth   | 1   |
| =    | Toyota     | 1   |
| =    | Honda      | 1   |
| =    | Honda RBPT | 1   |

### Podi per pilota
| Pos. | Pilota             | Podi |
| ---- | ------------------ | ---- |
| 1    | Lewis Hamilton     | 11   |
| 2    | Kimi Räikkönen     | 8    |
| 3    | Sebastian Vettel   | 5    |
| 4    | Fernando Alonso    | 4    |
| =    | Valtteri Bottas    | 4    |
| =    | Max Verstappen     | 4    |
| 7    | Felipe Massa       | 3    |
| =    | Nico Rosberg       | 3    |
| =    | Sergio Pérez       | 3    |
| 10   | Michael Schumacher | 2    |
| =    | Jenson Button      | 2    |
| =    | Jarno Trulli       | 2    |
| =    | Romain Grosjean    | 2    |
| =    | Charles Leclerc    | 2    |
| =    | Carlos Sainz Jr.   | 2    |

### Podi per costruttore
| Pos. | Costruttore  | Podi |
| ---- | ------------ | ---- |
| 1    | Ferrari      | 17   |
| =    | Mercedes     | 17   |
| 3    | Red Bull     | 10   |
| 4    | McLaren      | 6    |
| =    | Lotus        | 4    |
| 6    | Toyota       | 2    |
| =    | Renault      | 2    |
| 8    | BAR          | 1    |
| =    | BMW Sauber   | 1    |
| =    | Brawn        | 1    |
| =    | Force India  | 1    |
| =    | Aston Martin | 1    |

### Podi per motore
| Pos. | Motore     | Podi |
| ---- | ---------- | ---- |
| 1    | Mercedes   | 26   |
| 2    | Ferrari    | 17   |
| 3    | Renault    | 9    |
| 4    | Honda      | 4    |
| =    | Honda RBPT | 4    |
| 6    | Toyota     | 2    |
| 7    | BMW        | 1    |

### Punti per pilota
| Pos. | Pilota           | Punti |
| ---- | ---------------- | ----- |
| 1    | Lewis Hamilton   | 256   |
| 2    | Sebastian Vettel | 148   |
| 3    | Kimi Räikkönen   | 120   |
| 4    | Max Verstappen   | 116   |
| 5    | Valtteri Bottas  | 101   |
| 6    | Fernando Alonso  | 90    |
| 7    | Nico Rosberg     | 83    |
| 8    | Sergio Pérez     | 80    |
| 9    | Charles Leclerc  | 75    |
| 10   | Felipe Massa     | 61    |

### Punti per costruttore
| Pos. | Costruttore  | Punti |
| ---- | ------------ | ----- |
| 1    | Mercedes     | 420   |
| 2    | Ferrari      | 373   |
| 3    | Red Bull     | 329   |
| 4    | McLaren      | 186   |
| 5    | Lotus        | 72    |
| 6    | Force India  | 59    |
| 7    | Williams     | 50    |
| 8    | Renault      | 48    |
| 9    | Haas         | 39    |
| 10   | Aston Martin | 27    |

### Punti per motore
| Pos. | Motore     | Punti |
| ---- | ---------- | ----- |
| 1    | Mercedes   | 709   |
| 2    | Ferrari    | 442   |
| 3    | Renault    | 294   |
| 4    | Honda      | 118   |
| 5    | Honda RBPT | 97    |
| 6    | TAG Heuer  | 28    |
| 7    | Toyota     | 27    |
| 8    | BMW        | 24    |
| 9    | Cosworth   | 8     |
| 10   | RBPT       | 4     |